# Sturnia erythropygia
Sturnia erythropygia é uma espécie de ave da família Sturnidae.
Pode ser encontrada nos seguintes países: Índia e possivelmente em Myanmar.
Os seus habitats naturais são: florestas secas tropicais ou subtropicais e florestas subtropicais ou tropicais húmidas de baixa altitude.